# Museo Nacional de Breslavia
El Museo Nacional de Breslávia (en polaco: Muzeum Narodowe we Wrocławiu), popularmente abreviado como MNWr, es un museo nacional situado en Breslavia, fundado en 1947. Se trata de una de las principales sucursales del Museo Nacional de Polonia, que posee varias filiales independientes con colecciones permanentes en todo el país. Posee una de las mayores colecciones de arte contemporáneo de Polonia.
La colección del Museo Nacional en Breslavia comprende actualmente más de 200.000 objetos representando todas las áreas del arte. El núcleo de la colección consiste en artefactos principalmente de la región de Breslavia y de la Baja Silesia, una parte significativa de ellas son originarias de las colecciones de antiguos museos alemanes. Hay también obras de arte donadas en 1946 por las autoridades de la entonces URSS, provenientes de las galerías de arte de Leópolis.